# Wizard of Wor
Wizard of Wor is een arcadespel uit 1981, ontwikkeld door Midway Games. Later verscheen het spel tevens voor de Atari 2600, Atari 5200, Atari 8 bit-familie, Commodore 64 en de Bally Astrocade (onder de naam The Incredible Wizard). Wizard of Wor verscheen tevens op de verzamelpakketten Midway Arcade Treasures 2 uit 2004 en Midway Arcade Origins uit 2012.

## Gameplay
Het actiespel kan met een of twee spelers worden gespeeld. De spelers moeten met behulp van Worriors monsters in een doolhof ombrengen. De eerste speler heeft de beschikking over de gele Worriors, de tweede speler heeft blauwe Worriors tot zijn bezit. In een multiplayerspel kunnen de spelers elkaars Worriors beschieten, hiermee verdient de speler bonuspunten en verliest de tegenstander een leven.
Aan de onderkant van het scherm is tevens een radar te vinden, waarmee onzichtbare monsters zijn te lokaliseren.

### Monsters en personages
De volgende monsters en personages zijn er in het spel te vinden:
- Burwor is een blauwe wolf, welke ook gelijkenissen heeft met een eekhoorn.
- Garwor is een gele tyrannosaurus, welke ook onzichtbaar kan worden.
- Thorwow is een rode schorpioen, die net zoals Garwor onzichtbaar kan worden.
- Worluk is een insectachtig organisme.
- Wizard of Wor is een blauwe magiër.

## Versies
| Platform            | Uitgebracht | Uitgever           |
| ------------------- | ----------- | ------------------ |
| Arcadespel          | 1980        | Midway Games       |
| Atari 2600          | 1982        | CBS Electronics    |
| Atari 5200          | 1983        | CBS Electronics    |
| Atari 8 bit-familie | 1983        | Roklan             |
| Bally Astrocade     | 1981        | Bally              |
| Commodore 64        | 1982        | Commodore          |
| Commodore 64        | 1983        | Commodore          |
| Commodore 64        | 1983        | Handic Software AB |